# Ticengo
Ticengo är en ort och kommun i provinsen Cremona i regionen Lombardiet i Italien. Kommunen hade 429 invånare (2018).